# Frank Nürnberger
Frank Nürnberger (* 23. März 1971 in Kölleda, Kreis Sömmerda, DDR) ist ein deutscher politischer Beamter (SPD).
Nürnberger machte das Abitur in Sömmerda und leistete seinen Wehrdienst in Delitzsch und Erfurt. Er studierte an der Universität Potsdam Rechtswissenschaften und schloss die Referendarausbildung 1997 mit der zweiten Juristischen Staatsprüfung ab. Danach arbeitete er 1998 in der Justizverwaltung des Landes Sachsen. Eine weitere Station war das Land Berlin. Er trat 2002 in den Dienst des Landes Brandenburg ein. Dort wurde er Dezernatsleiter für Fachplanung bei der Luftfahrtbehörde Berlin-Brandenburg, ab 2013 Leiter der Zentralen Ausländerbehörde in Eisenhüttenstadt.
 Zum 1. Februar 2018 wurde Nürnberger Leiter des Verfassungsschutzes Brandenburg. Nachdem er schon mit dem ehemaligen SPD-Innenminister Karl-Heinz Schröter Probleme gehabt hatte, wurde er vom neuen Brandenburger Innenminister Michael Stübgen (CDU) am 19. Dezember 2019 vom Dienst entbunden und in den Ruhestand versetzt.
Nürnberger ist verheiratet.